# Austrophorocera disparis
Austrophorocera disparis är en tvåvingeart som beskrevs av Curtis W. Sabrosky 1976. Austrophorocera disparis ingår i släktet Austrophorocera och familjen parasitflugor. Inga underarter finns listade i Catalogue of Life.